# Miejskie Przedsiębiorstwo Komunikacji w Radomiu
MPK Radom – Miejskie Przedsiębiorstwo Komunikacji w Radomiu Sp. z o.o. znajdujące się obecnie przy ul. Wjazdowej 4. Powstało w 1950 roku jako jednostka wyodrębniona z PKS Radom. Jednak za datę powstania MPK jako spółki całkowicie samodzielnej uważa się 1954 rok. Wtedy została zupełnie wyodrębniona z PKS-u.

## Tabor[1]
| Model autobusu                                       | Numery taborowe                                      | W ekploatacji od                                     | przewóz osób na wózkach                              | Liczba |
| ---------------------------------------------------- | ---------------------------------------------------- | ---------------------------------------------------- | ---------------------------------------------------- | ------ |
| MAN NL263 Lion’s City                                | 865-884                                              | 2015                                                 | przewóz osób na wózkach                              | 19     |
| Solaris Urbino 10 III                                | 885-889                                              | 2015                                                 | przewóz osób na wózkach                              | 5      |
| Solaris Urbino 12 III                                | 890-892                                              | 2017                                                 | przewóz osób na wózkach                              | 3      |
| MAN NL283 Lion’s City                                | 893-899                                              | 2017                                                 | przewóz osób na wózkach                              | 7      |
| Solaris Urbino 18 III                                | 922-925, 927                                         | 2015                                                 | przewóz osób na wózkach                              | 5      |
| MAN NG363 Lion’s City G                              | 928, 929, 936, 938-940, 942-944, 946                 | 2016                                                 | przewóz osób na wózkach                              | 10     |
| MAN NG363 Lion’s City GL                             | 947                                                  | 2018                                                 | przewóz osób na wózkach                              | 1      |
| MAN NG323 Lion’s City G                              | 948-953                                              | 2018                                                 | przewóz osób na wózkach                              | 6      |
| MAN NG330 Lion’s City 18C EfficientHybrid            | 954-958                                              | 2022                                                 | przewóz osób na wózkach                              | 5      |
| MAN NL280 Lion’s City 12C EfficientHybrid            | 801-805                                              | 2025                                                 | przewóz osób na wózkach                              | 5      |
| Solaris Urbino 12 III CNG                            | 1016-1031                                            | 2006                                                 | przewóz osób na wózkach                              | 16     |
| Solaris Urbino 12 III CNG                            | 1033-1044                                            | 2007                                                 | przewóz osób na wózkach                              | 12     |
| Solaris Urbino 18 III CNG                            | 1046-1053                                            | 2014                                                 | przewóz osób na wózkach                              | 8      |
| Solaris Urbino 12 IV electric                        | 2000-2009                                            | 2020                                                 | przewóz osób na wózkach                              | 10     |
| Solaris Urbino 12 IV electric                        | 2010-2018                                            | 2021                                                 | przewóz osób na wózkach                              | 9      |
| Solaris Urbino 18 electric                           | 2100-2105                                            | 2023                                                 | przewóz osób na wózkach                              | 6      |
| Suma pojazdów                                        | Suma pojazdów                                        | Suma pojazdów                                        | Suma pojazdów                                        | 128    |
| Udział autobusów niskopodłogowych i niskowejściowych | Udział autobusów niskopodłogowych i niskowejściowych | Udział autobusów niskopodłogowych i niskowejściowych | Udział autobusów niskopodłogowych i niskowejściowych | 100%   |

## Tabor zabytkowy
| Model autobusu | Liczba |
| -------------- | ------ |
| Ikarus 280.26  | 1      |